# Walidono
Walidono is een bestuurslaag in het regentschap Bondowoso van de provincie Oost-Java, Indonesië. Walidono telt 3300 inwoners (volkstelling 2010).